# Нью-Хартфорд (тауншип, Миннесота)
Нью-Хартфорд (англ. New Hartford) — тауншип в округе Уинона, Миннесота, США. На 2000 год его население составило 820 человек.

## География
По данным Бюро переписи населения США площадь тауншипа составляет 91,1 км², из которых 90,9 км² занимает суша, а 0,2 км² — вода (0,20 %).

## Демография
По данным переписи населения 2000 года здесь находились 820 человек, 278 домохозяйств и 232 семьи.  Плотность населения —  9,0 чел./км².  На территории тауншипа расположено 298 построек со средней плотностью 3,3 построек на один квадратный километр. Расовый состав населения: 97,93 % белых, 0,12 % афроамериканцев, 1,3 % — других рас США и 0,61 % приходится на две или более других рас. Испанцы или латиноамериканцы любой расы составляли 1,46 % от популяции тауншипа.
Из 278 домохозяйств в 41,4 % воспитывались дети до 18 лет, в 74,5 % проживали супружеские пары, в 3,6 % проживали незамужние женщины и в 16,2 % домохозяйств проживали несемейные люди. 11,9 % домохозяйств состояли из одного человека, при том 2,5 % из — одиноких пожилых людей старше 65 лет. Средний размер домохозяйства — 2,95, а семьи — 3,24 человека.
30,1 % населения — младше 18 лет, 8,8 % — в возрасте от 18 до 24 лет, 27,9 % — от 25 до 44, 22,3 % — от 45 до 64, и 10,9 % — старше 65 лет. Средний возраст — 36 лет. На каждые 100 женщин приходилось 121,6 мужчин.  На каждые 100 женщин старше 18 приходилось 118,7 мужчин.
Средний годовой доход домохозяйства составлял 45 938 долларов, а средний годовой доход семьи — 48 750 долларов. Средний доход мужчин — 32 059  долларов, в то время как у женщин — 24 000. Доход на душу населения составил 18 738 долларов. За чертой бедности находились 6,4 % семей и 7,6 % всего населения тауншипа, из которых 9,9 % младше 18 и 8,1 % старше 65 лет.